# Theodor Hansén
Johan Theodor Hansén (i riksdagen kallad Hansén i Bonsarve), född 13 november 1867 i Vamlingbo på Gotland, död där 7 mars 1947, var en svensk lantbrukare och politiker (frisinnad).
Theodor Hansén, som kom från en bonde- och skepparfamilj, var lantbrukare i Vamlingbo där han också var verksam i den lokala nykterhetsrörelsen och sparbanksrörelsen. Han hade även ledande uppdrag i den gotländska bonderörelsen. 
Han var riksdagsledamot i andra kammaren för Gotlands läns valkrets i två omgångar: från 1912 till lagtima riksdagen 1914 samt under perioden 1922–1924. Som representant för Frisinnade landsföreningen tillhörde han dess riksdagsparti Liberala samlingspartiet, från 1924 (efter den liberala partisprängningen) efterföljt av Frisinnade folkpartiet. I riksdagen var han bland annat ledamot av tredje tillfälliga utskottet 1922–1924.
Theodor Hansén är begravd på Vamlingbo kyrkogård.